# Colombe, Isère
Colombe är en kommun i departementet Isère i regionen Auvergne-Rhône-Alpes i sydöstra Frankrike. Kommunen ligger i kantonen Le Grand-Lemps som tillhör arrondissementet La Tour-du-Pin. År 2022 hade Colombe 1 803 invånare.

## Befolkningsutveckling
Antalet invånare i kommunen Colombe
Referens:INSEE